# Teresa Fabra i Mestre
Teresa Fabra i Mestre   (Bilbao, 27 de febrer de 1908 - Prada, 20 de gener de 1948), fou la filla del lingüista Pompeu Fabra. Va ser la segona de tres germanes.
Va patir problemes de salut des de petita i aquest fet va causar que el 1912, quan la família Fabra i Mestre va abandonar Bilbao per tornar definitivament a Catalunya, els Fabra s'instal·lessin a Badalona, per viure més a prop del mar i amb un aire més net.
A causa d'un càncer diagnosticat el 1947, va morir el 20 de gener de 1948 a Prada de Conflent, on la família vivia des de 1943. La mort de la filla va afectar moltíssim Pompeu Fabra, que aleshores estava a punt de fer 80 anys. Les paraules de Joan Alavedra al seu enterrament recullen el sentiment de la comunitat de catalans exiliats que estaven preparant una celebració pel 80è aniversari del filòleg transmutada en dol per la pèrdua familiar.